# Poa rehmannii
Poa rehmannii är en gräsart som först beskrevs av Paul Friedrich August Ascherson och Karl Otto Robert Peter Paul Graebner, och fick sitt nu gällande namn av Karl Carl Richter. Poa rehmannii ingår i släktet gröen, och familjen gräs. Inga underarter finns listade i Catalogue of Life.